# Kalmar socken, Uppland
Kalmar socken i Uppland ingick i Håbo härad, ingår sedan 1971 i Håbo kommun och motsvarar från 2016 Kalmar distrikt.
Socknens areal är 23,46 kvadratkilometer, varav 23,44 land. År 2000 fanns här 9 017 invånare. Södra delen av tätorten Bålsta, orten Getberget och Notholmen samt sockenkyrkan Kalmar kyrka ligger i socknen.  

## Administrativ historik
Kalmar socken har medeltida ursprung, kyrkan skrivs 1286 Ecclesie kalmari, 1291 Ecclesie Kalmare, 1390 kalmarna sokn.
Vid kommunreformen 1862 övergick socknens ansvar för de kyrkliga frågorna till Kalmar församling och för de borgerliga frågorna bildades Kalmar landskommun. Landskommunen uppgick 1952 i Håbo landskommun som 1971 ombildades till Håbo kommun. Församlingen uppgick 2010 i Kalmar-Yttergrans församling.
1 januari 2016 inrättades distriktet Kalmar, med samma omfattning som församlingen hade 1999/2000.
Socknen har tillhört län, fögderier, tingslag och domsagor enligt vad som beskrivs i artikeln Håbo härad. De indelta soldaterna tillhörde Upplands regemente, Sigtuna kompani samt Livregementets dragonkår, Sigtuna skvadron.

## Geografi
Kalmar socken ligger sydväst om Sigtuna med Kalmarviken i söder och Ekolsundsviken i väster och med Uppsalaåsen i öster. Socknen är en småkuperad slättbygd med skog i väster.
europaväg 18 passerar genom ett hörn av socknen vid Draget.
Den bemannade järnvägsstationen Bålsta låg i Yttergrans socken, och i Kalmar fanns en hållplats, Kalmarsand. Båda stationerna är ersatta av den nya Bålsta station.

## Fornlämningar
Från bronsåldern finns sprida gravrösen samt skålgropsförekomster. Från järnåldern finns tolv gravfält. Sju runstenar har påträffats.

## Namnet
Namnet skrevs 1286 Kalmari. Förleden innehåller möjligen kalm, 'stenröse, stenanhopning'. Efterleden kan vara mar, 'grund vik'.